# Eure-et-Loir
Eure-et-Loir ( fransk udtale ?) er et fransk departement i regionen Centre. Hovedbyen er Chartres, og departementet har 407.665 indbyggere (1999).
Der er 4 arrondissementer, 15 kantoner og 375 kommuner i Eure-et-Loir.
- Wikimedia Commons har flere filer relateret til Eure-et-Loir

48°20′N 1°25′Ø / 48.33°N 1.42°Ø